# NGC 1374
NGC 1374 ist eine elliptische Galaxie  vom Hubble-Typ E im Sternbild Fornax am Südsternhimmel. Sie ist schätzungsweise 53 Millionen Lichtjahre von der Milchstraße entfernt und hat einen Durchmesser von etwa 45.000 Lj. Unter der Katalognummer FCC 147 ist sie als Mitglied des Fornax-Galaxienhaufens gelistet.
Im selben Himmelsareal befinden sich u. a. die Galaxien NGC 1373, NGC 1375, NGC 1378, NGC 1379.
Das Objekt wurde am 29. November 1837 von dem britischen Astronomen John Herschel entdeckt.